# Cariàtide

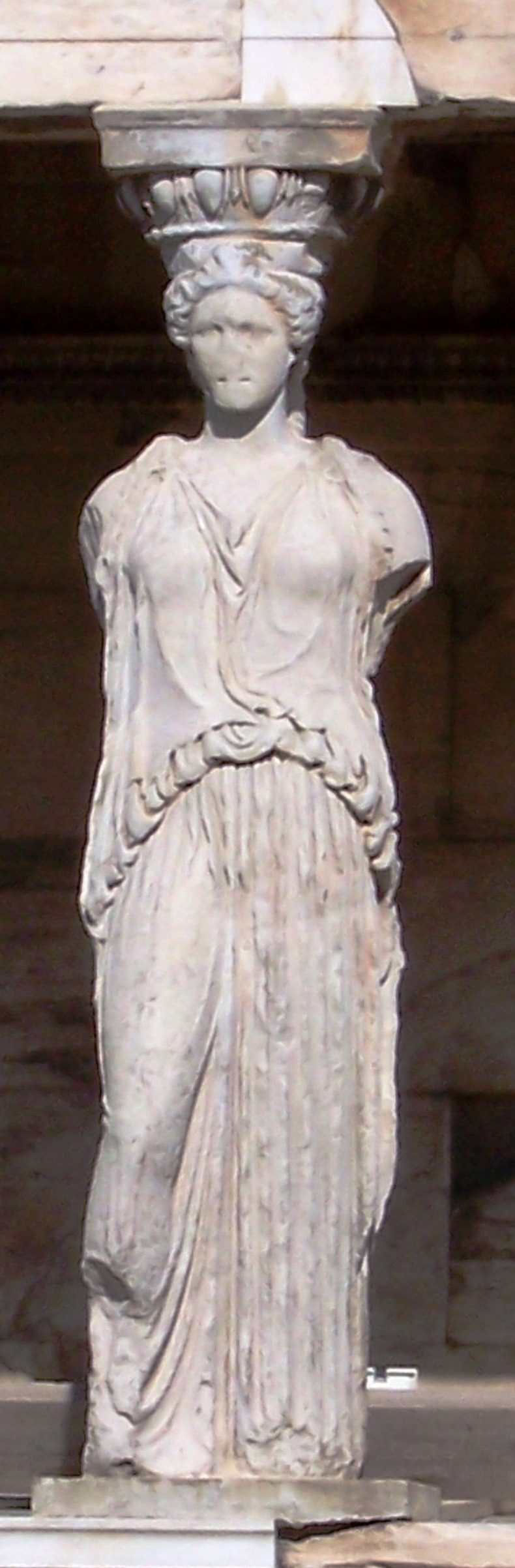
Una cariàtide de l'Erectèon

Una cariàtide és una columna en forma d'estàtua femenina que té una funció estructural en aguantar el pes de la coberta amb el cap. Els primers exemples coneguts es van trobar a Delfos i d'allà la moda es va estendre al territori grec i va trobar la seva màxima popularitat amb els romans. Van tornar de moda des del Renaixement i en l'arquitectura barroca i neoclàssica. La cariàtide «la bugadera» de Gaudí al Park Güell n'és un exemple modernista.
En documents grecs contemporanis de la construcció de l'Erectèon (409 aC) es parla de kórai (nenes o verges). La paraula cariàtide és relativament recent tot i provenir del grec antic (Καρυάτις, plural: Καρυάτιδες). La ciutat de Caryae tenia un temple dedicat a Àrtemis Caryatide i un festival molt antic durant el qual dones ballaven en honor de la deessa. És probablement aquest ball que va inspirar la paraula.

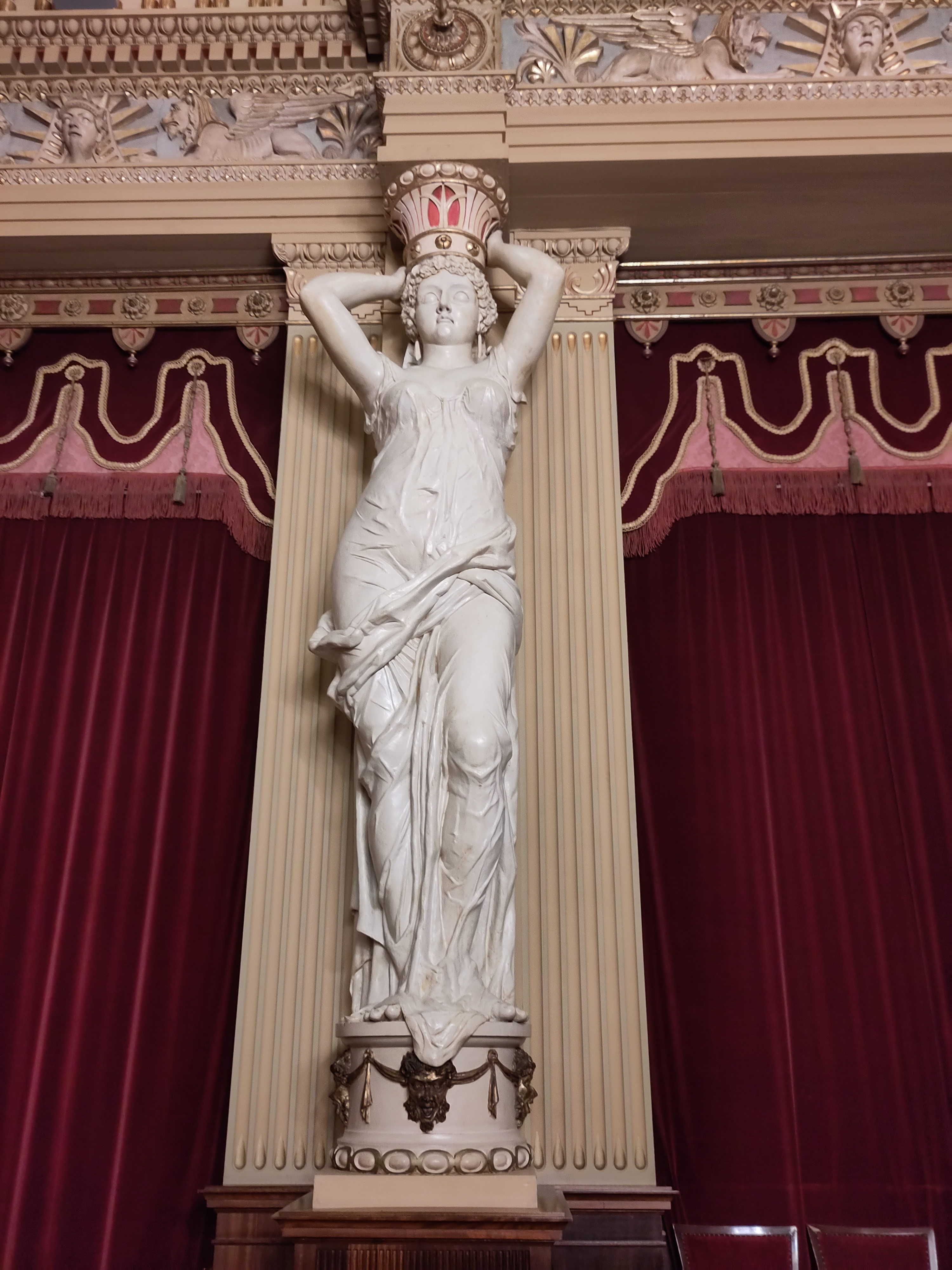
Cairàtide neoclàssica a la Sala dels plens del Parlament de les Illes Balears

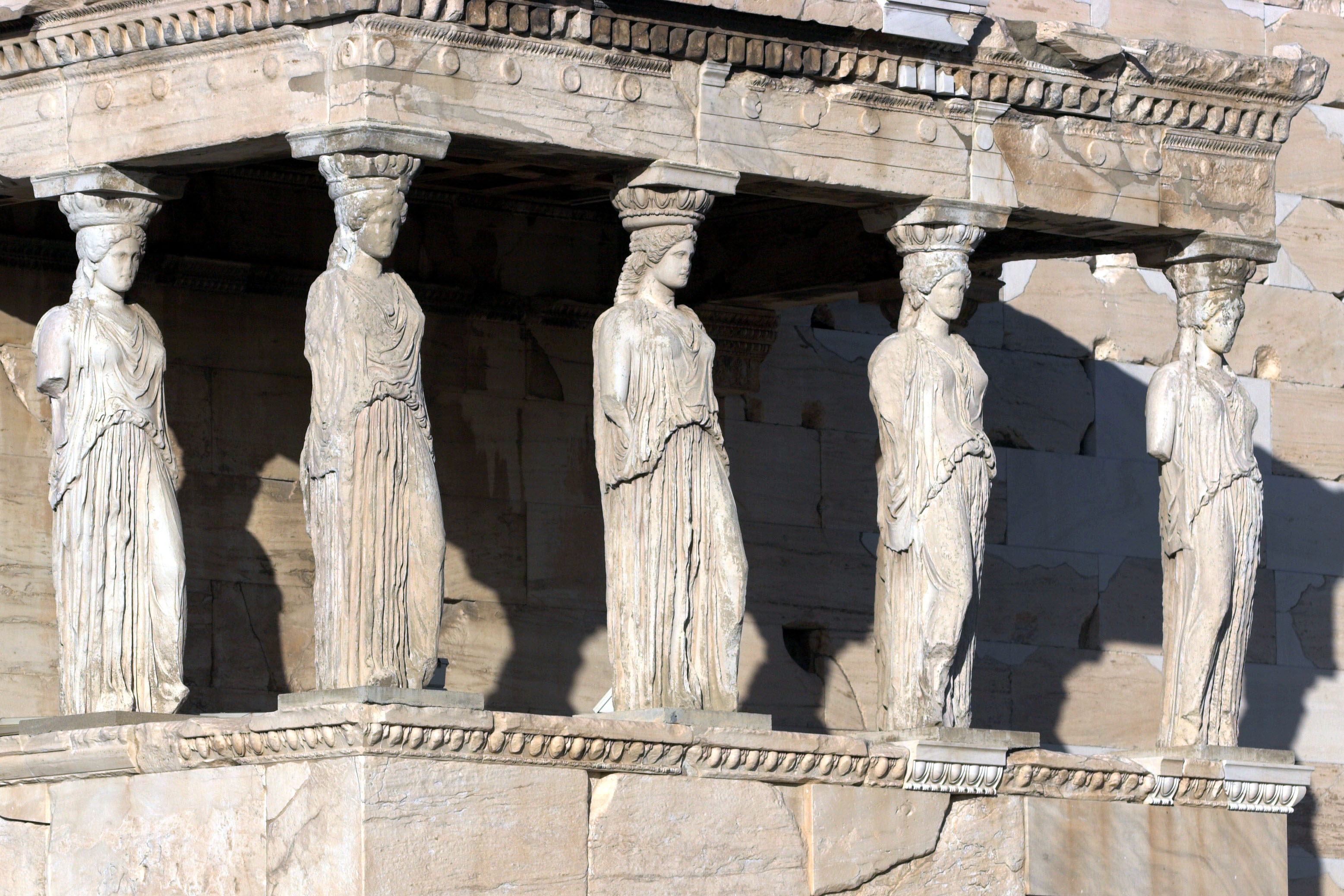
Les cariàtides a l'entrada de l'Erectèon

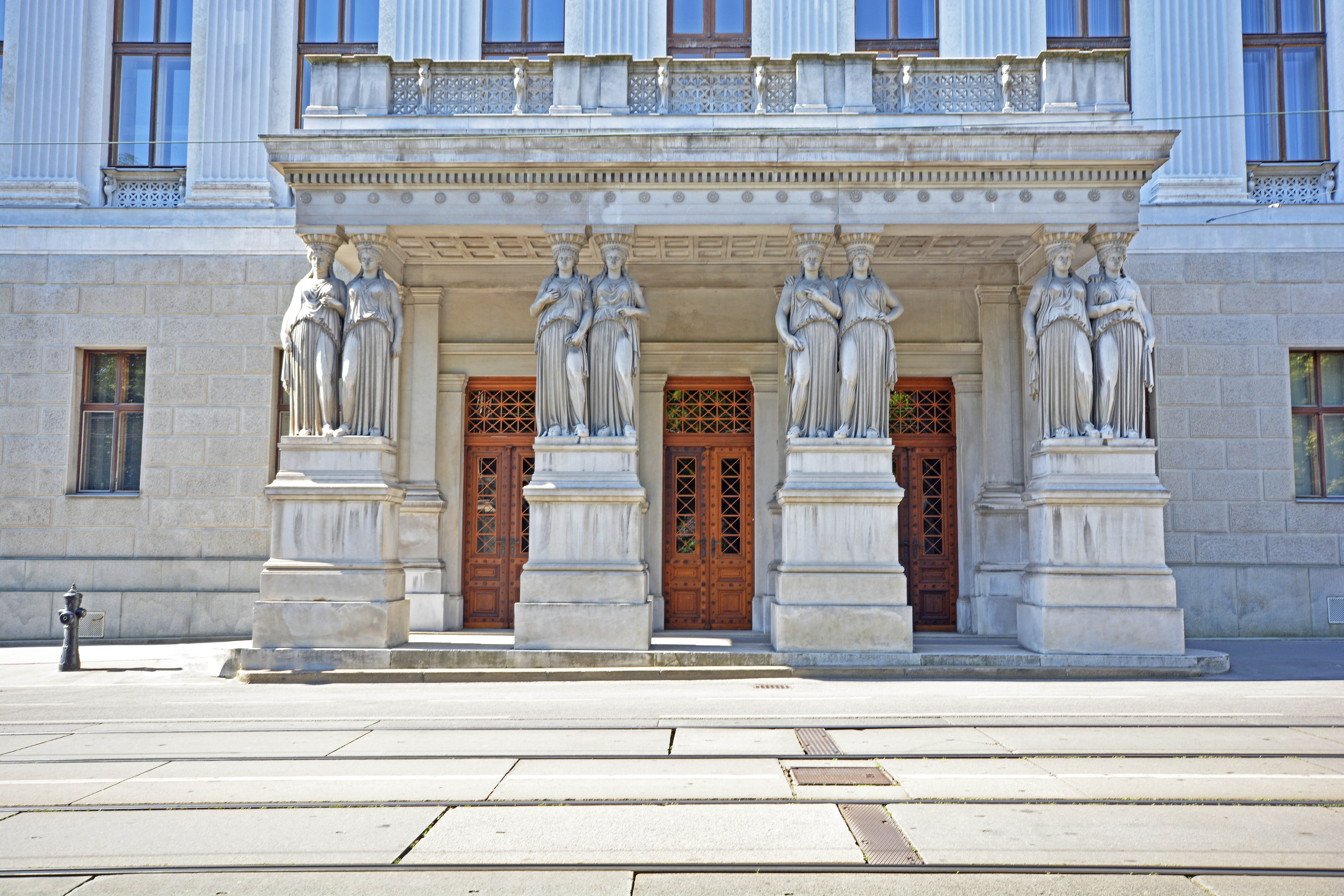
Parelles de cariàtides en un dels laterals de l'edifici del parlament austríac, d'estil neoclàssic.

El primer esment escrit del mot "cariàtide" es troba en una explicació tardana del romà Vitruvi (segle i aC) que no té cap credibilitat. Al seu tractat De arquitectura escriu que «arquitectes han de conèixer la història» i explica que el mot provindria de la ciutat de Caryae a Lacònia. Durant la invasió persa, després de la Batalla de les Termòpiles (480 aC), es van aliar als perses; quan aquests foren derrotats i expulsats pels grecs, la ciutat fou arrasada, els homes massacrats i les dones empresonades. Artistes haurien esculpit des d'aleshores dones portant càrrecs, com a símbol del càstig perpetu de les traïdores de la pàtria. L'ús arquitectònic de columnes amb forma femenina, però, és molt anterior al conflicte bèl·lic.

## Altres formes humanes amb funció estructural
- Estípit
- Atlant
- Herma
- Terme (arquitectura)
- Sheela na gig